# Presek množic
Presek množic je računska operacija med množicami. Rezultat te računske operacije je množica sestavljena iz vseh elementov, ki pripadajo obema danima množicama (oziroma vsem danim množicam). Presek množic A in B je sestavljena iz vseh elementov, ki so v množici A in hkrati tudi v množici B - zato je presek povezan z logično konjunkcijo. Presek množic zapišemo s simbolom {\displaystyle \cap }, torej:
{\displaystyle A\cap B=\{x;x\in A\land x\in B\}}

## Lastnosti preseka
Za poljubne množice A, B in C velja
- komutativnost: {\displaystyle A\cap B=B\cap A}
- asociativnost: {\displaystyle A\cap (B\cap C)=(A\cap B)\cap C}
- univerzalna množica je nevtralni element za presek: {\displaystyle A\cap U=A}
- za presek s prazno množico velja: {\displaystyle A\cap \emptyset =\emptyset }
- distributivnost glede na unijo: {\displaystyle A\cap (B\cup C)=(A\cap B)\cup (A\cap C)}

Če je presek množic A in B prazna množica, pravimo, da sta A in B tuji ali disjunktni množici.

## Posplošeni presek
Če je podana večja družina množic {\displaystyle A_{i}~(i\in I)}, lahko izračunamo presek vseh množic iz te družine. Oznaka za tak presek je:
{\displaystyle \bigcap _{i\in I}A_{i}}
Če za indeksno množico vzamemo množico naravnih števil, se to piše tudi kot:
{\displaystyle \bigcap _{i=1}^{\infty }A_{i}}